# Niiza

Niiza (新座市 Niiza-shi?) este un municipiu din Japonia, prefectura Saitama.